# アンギャン公

フランス貴族アンギャン公の紋章

アンギャン公（フランス語: duc d'Enghien）は、フランス貴族の爵位。
アンギャンとは、エノー地方（現ベルギー）にある地名（fr）である。ブルボン＝ヴァンドーム伯フランソワの元へ輿入れしたマリー・ド・リュクサンブール＝サン＝ポルが持参金としてもたらしたもので、当初は伯爵領であった。

## 第1期（1566年 - 1569年）
1566年、上記のマリー・ド・リュクサンブールの孫にあたるコンデ公ルイ1世のアンギャン伯爵位が公爵に昇格した。登記が完了していなかったため、1569年、彼の死とともに失効した。

## 第2期（1689年 - 1830年）
ルイの孫であるコンデ公アンリ2世が1633年にモンモランシー公を相続し、孫のアンリ3世が1689年にモンモランシー公をアンギャン公と改名した（モンモランシー公爵領近くにあるアンギャン＝レ＝バンにちなんだ）。以降アンギャン公は、コンデ公の長男が儀礼称号として用いた。
1. 1689年 - 1709年：アンリ1世（1643年 - 1709年）
2. 1709年 - 1710年：ルイ1世（1668年 - 1710年）
3. 1710年 - 1740年：ルイ2世アンリ（1692年 - 1740年）
4. 1740年 - 1818年：ルイ3世ジョゼフ（1736年 - 1818年）
5. 1818年 - 1830年：ルイ4世アンリ（1756年 - 1830年）

ルイ4世アンリの子ルイ・アントワーヌ（1772年 - 1804年）がこの称号で呼ばれる。ルイ・アントワーヌは、ナポレオンの命令により冤罪によってヴァンセンヌ城で処刑され、これによりナポレオンとブルボン家の関係は修復不可能となった。
ルイ4世アンリが1830年に死去すると、公位はルイ1世の玄孫にあたるルイ・フィリップ王に渡った。この継承は女系によった。ルイ・フィリップはアンギャン公継承の1ヶ月前にフランス王になっていた。